# Diolcogaster gefidra
Diolcogaster gefidra är en stekelart som beskrevs av Kotenko 2007. Diolcogaster gefidra ingår i släktet Diolcogaster och familjen bracksteklar. Inga underarter finns listade i Catalogue of Life.